# Hexaprotodon
Hexaprotodon là một chi động vật có vú trong họ Hippopotamidae, bộ Artiodactyla. Chi này được Falconer and Cautley miêu tả năm 1836. Loài điển hình của chi này là †Hippopotamus sivalensis Falconer and Cautley, 1836 (extinct fossil Asiatic species).

## Các loài
Chi này gồm các loài:
- Hexaprotodon bruneti Boisserie and White, 2004
- Hexaprotodon crusafonti Aguirre, 1963
- Hexaprotodon hipponensis (Gaudry, 1867)
- Hexaprotodon imagunculus (Hopwood, 1926)
- Hexaprotodon iravticus Falconer and Cautley, 1847
- Hexaprotodon karumensis Coryndon, 1977
- Hexaprotodon mingoz Boisserie et al., 2003
- Hexaprotodon namadicus Falconer and Cautley, 1847 - possibly same as H. palaeindicus´
- Hexaprotodon palaeindicus Falconer and Cautley, 1847
- Hexaprotodon pantanellii (Joleaud, 1920)
- Hexaprotodon primaevus Crusafont et al., 1964
- Hexaprotodon protamphibius (Arambourg, 1944)
- Hexaprotodon siculus (Hooijer, 1946)
- Hexaprotodon sivalensis Falconer and Cautley, 1836
- Hexaprotodon sp. - Myanmar Hippopotamus (hóa thạch)
- và các loài ở Indonesia chưa được miêu tả từ Pleistocene

## Hình ảnh

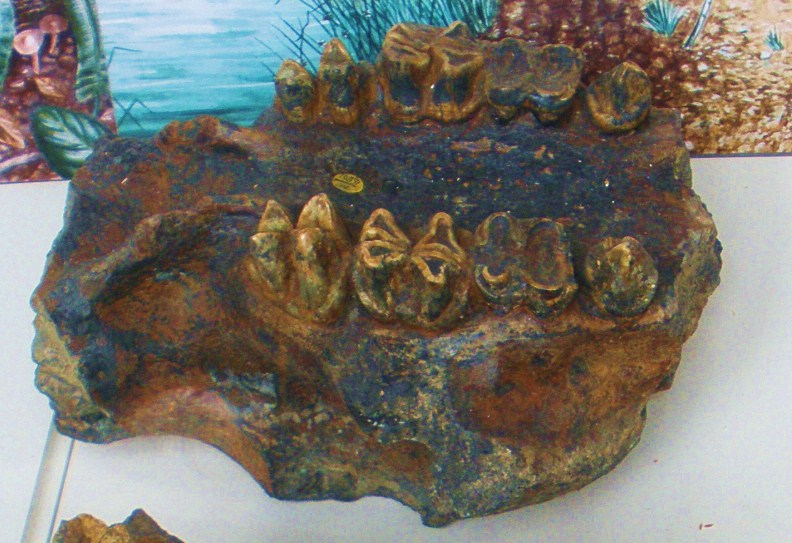
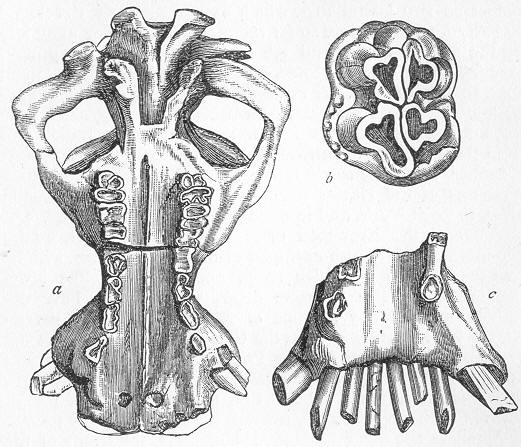
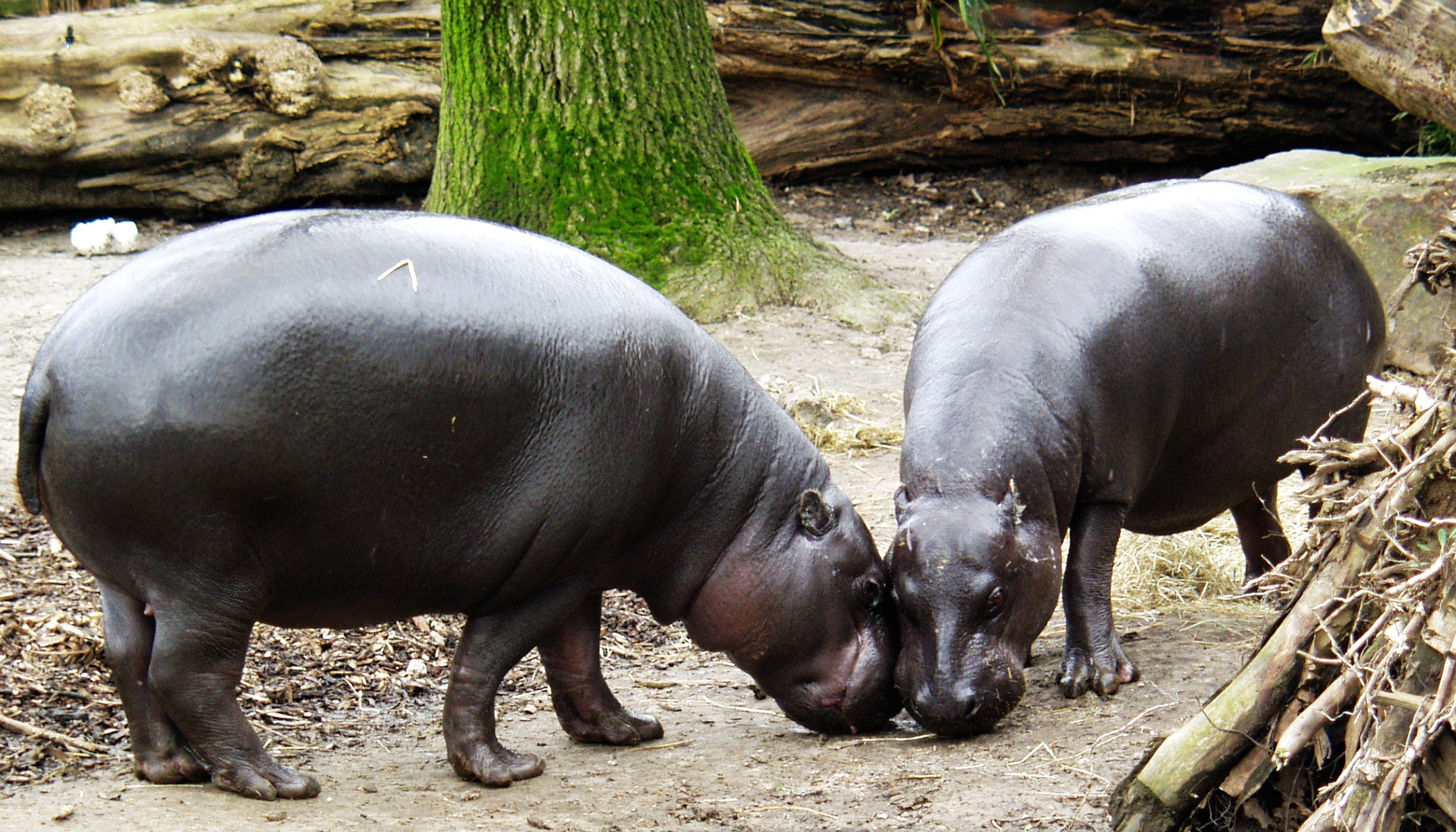